# Établissement public de sécurité ferroviaire
L’Établissement public de sécurité ferroviaire (EPSF) est un Établissement public à caractère administratif (EPA), sous tutelle de la direction générale des infrastructures, des transports et des mobilités (DGITM), qui assure, en France, les fonctions d'autorité nationale de sécurité (des chemins de fer) , prévue par la directive communautaire 2004/49/CE, qui a été abrogée au 16 juin 2020 par la directive 2016/798.
Il est distinct de l'Autorité de régulation des transports (ART). Cette dernière joue un rôle de régulateur économique, tandis que l'EPSF veille à la sécurité ferroviaire proprement dite.
Par ailleurs, SNCF Réseau, principal gestionnaire de l'infrastructure ferroviaire en France, publie la documentation d'exploitation. Celle-ci est opposable aux entreprises ferroviaires (EF).
Pour sa part, l'EPSF publie, à titre informatif, des textes d'exploitation sur son site Internet. Parmi ces textes, on peut citer, par exemple, les « procédures d'organisation d'un secours entre matériels roulants », les « dispositions applicables par les conducteurs dans certains tunnels » ou encore le « respect par les conducteurs de l'horaire prévu ».

## Objectif général et rattachement administratif
En tant qu'autorité nationale de sécurité, il est chargé de contrôler que les divers acteurs intervenant dans le système ferroviaire français, en particulier les entreprises ferroviaires (EF) et les gestionnaires d'infrastructure (GI), assurent leurs missions d'exploitation et de gestion en sécurité.
Il a été créé par la loi n° 2006-10 du 5 janvier 2006 relative à la sécurité et au développement des transports. Des cheminots de la SNCF y sont alors détachés. Il est placé sous la tutelle du ministre chargé des transports. Toutefois le ministre chargé des transports ne peut demander au directeur général de l'EPSF un réexamen d'une décision intéressant la sécurité ou l'interopérabilité des transports ferroviaires qu'en cas de menace grave pour l'ordre public ou la continuité du service public. L'EPSF est placé sous la tutelle financière du ministre chargé du budget. 

## Exercice de ses missions
Le Code des transports indique que « l'EPSF veille au respect des règles relatives à la sécurité et à l'interopérabilité des transports ferroviaires ».
Le contrôle de l'EPSF s'exerce à différents niveaux : par la délivrance d'autorisations nécessaires à l'exercice d'une activité ferroviaire ainsi que par des audits et des inspections des acteurs ferroviaires ayant pour but de contrôler qu'ils conduisent effectivement leurs activités en sécurité.
L'EPSF délivre d'une part des autorisations d'exercice stricto sensu :
- le certificat de sécurité unique , nécessaire à une EF pour exploiter des services de transport sur le réseau, et justifiant de sa capacité à faire circuler des trains en toute sécurité ;
- l'agrément de sécurité, nécessaire à un GI pour accueillir sur ses voies des EF, et justifiant de sa capacité à garantir les caractéristiques annoncées de l'infrastructure ferroviaire et à gérer en sécurité les circulations ;
- l'agrément des organismes de formation de personnels, affectés aux tâches essentielles pour la sécurité (TES) y compris la conduite des trains, nécessaire aux organismes auxquels les EF et GI peuvent choisir de faire appel lorsqu'ils n'organisent pas eux-mêmes les formations du personnel qu'ils affectent à ces TES :
- la licence européenne de conducteur de train, nécessaire à toute personne souhaitant conduire des trains sur le réseau ferroviaire communautaire, justifiant d'un minimum de connaissances ferroviaires et du respect de conditions d'aptitude physique et psychologique.

- les autorisations de mise sur le marché des véhicules ferroviaires : wagons, voitures, locomotives, automoteurs, etc.
- les autorisations de mise en service des infrastructures : lignes, postes d'aiguillage.

Il est à noter qu'en application des dispositions des textes européens constituant le pilier technique du 4e paquet ferroviaire (Directives (UE) 2016/797 dite "Interopérabilité" et (UE) 2016/798 dite "Sécurité") transposés par la publication du décret n° 2019-525 du 27 mai 2019 relatif à la sécurité et à l'interopérabilité du système ferroviaire la délivrance des certificats de sécurité uniques aux EF et la délivrance des autorisations de mise sur le marché des véhicules ferroviaires sont réparties entre L'EPSF et l'Agence de l'Union européenne pour les chemins de fer. 
L'EPSF assure également l'immatriculation des véhicules ferroviaires détenus en France et tient le Registre national des véhicules ferroviaires.
L'EPSF peut restreindre, suspendre ou retirer les autorisations qu'il délivre, notamment lorsqu'il constate, à l'occasion d'inspections ou d'audits, le non-respect des conditions qui avaient présidé à leur délivrance.
L'EPSF est chargé de la surveillance de la mise sur le marché en France des composants d'interopérabilité ferroviaire.
Au-delà de ses strictes missions de contrôle, l'EPSF est appelé à préparer le cadre règlementaire et à élaborer des règles de l'art, des recommandations et des documents techniques pour les acteurs du système ferroviaire .

## Organisation
L'EPSF est implanté à Amiens, où sont regroupés l'ensemble de ses salariés.
À côté d'un secrétariat général et d'une direction des systèmes d'information, l'organisation de l'établissement est structurée en trois directions reprenant les trois grands métiers :
- Autorisations ;
- Contrôles ;
- Affaires réglementaires, européennes et internationales.

L'EPSF dispose d'un conseil d'administration composé de douze membres, parmi lesquels un représentant de l'État issu du Conseil général de l'environnement et du développement durable (CGEDD), cinq représentants ministériels (le directeur des Services de transport, le directeur des Infrastructures de transport, le directeur général des Entreprises, le directeur de la Sécurité civile et de gestion de crises, le directeur du Budget), deux parlementaires, deux personnalités qualifiées et deux représentants du personnel.

## Ressources financières
Son budget (d'environ 13 millions d'euros) provient principalement d'une subvention pour charges de service public versée par l'Etat.
En outre, l'EPSF perçoit également :
- des redevances versées lors de l'étude de certains dossiers qui lui sont soumis[9],
- des redevances pour la délivrance de la licence européenne de conducteur de train [10].